# Marksmanship Device
Un Marksmanship Ribbon device (insigne de ruban de tir) est principalement un fusil miniature en métal, un pistolet, une cible, une étoile de service ou la lettre E ou S, qui peut être porté si cela est autorisé sur un ruban de tir (Marksmanship ribbon) décerné aux membres des garde-côtes des États-Unis (United States Coast Guard), de l'armée de l'air des États-Unis (United States Air Force) et de la marine des États-Unis (United States Navy).

## Armée de l'air
L'armée de l'air utilise une étoile de service (service star) en bronze au-dessus de son ruban de tir pour représenter une qualification d'expert dans une arme supplémentaire autre que celle qui a permis à l'aviateur d'obtenir le ruban de qualification à l'origine. Le ruban d'expert en tir aux armes légères de l'armée de l'air (Air Force's Small Arms Expert Marksmanship Ribbon), comme on l'appelle, est décerné à ceux qui se qualifient comme experts avec le fusil de service ou le pistolet de service.

## Marine et garde-côtes
La marine et les garde-côtes décernent deux rubans d'adresse au tir pour les tireurs d'élite (Sharpshooter) ou les experts (Expert) lors d'un cours de qualification au pistolet ou au fusil : le ruban S de bronze et le ruban E d'argent pour la marine, et les rubans S et E d'argent pour les garde-côtes. L'armée de l'air utilise une étoile de bronze de 3⁄16" (3⁄16" bronze star ou Service star) pour indiquer la qualification d'expert au fusil et au pistolet. Les gardes-côtes ont également des rubans supplémentaires qui représentent les résultats obtenus lors de compétitions sanctionnées par le Civilian Marksmanship Program (CMP),,,,.
Il ne faut pas confondre l'insigne d'expert en tir et l'insigne de combat Battle E Device,, L'insigne d'expert en tir de la marine et de la garde côtière est porté sur le ruban d'adresse au tir à la place de la Marksmanship Medal. Lorsqu'ils portent la Marksmanship Medal, ils ne portent pas le ruban d'adresse au tir avec l'insigne d'expert-,. Pendant un certain temps, l'insigne d'expert était de couleur bronze jusqu'à ce que trois qualifications d'expert consécutives aient été obtenues, puis l'insigne passait à l'argent et à un statut de récompense permanent.
Les gardes-côtes qui ont reçu l'insigne de bronze ou d'argent des gardes-côtes pour l'excellence en compétition (EIC) au pistolet ou au fusil peuvent porter une réplique miniature en bronze ou en argent du pistolet M1911 ou du fusil M14 attachée au ruban de tir au pistolet ou au fusil des gardes-côtes, respectivement, au lieu de porter l'insigne de l'EIC. De même, les gardes-côtes qui se sont vu décerner le Coast Guard Distinguished Pistol Shot ou Marksman Badge peuvent placer une petite réplique en métal doré d'un pistolet ou d'une cible de fusil, respectivement, sur le ruban de tir approprié sans avoir à porter le(s) insigne(s) de distinction sur leur uniforme,,.
De 1942 à 1960, la marine a décerné des rubans uniques de distinction pour l'adresse au tir (Distinguished Marksmanship Ribbons) plutôt que des dispositifs pour les rubans de tir existants. Aujourd'hui, seuls les Distinguished Marksmanship Badges peuvent être portés sur les uniformes de la marine,.

## Garde nationale

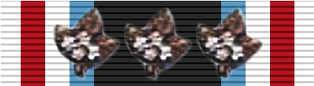
Ruban des douze du gouverneur (Governor's Twelve Ribbon) avec trois grappes d'aubépine en bronze

Certaines organisations de la Garde nationale d'État (State National Guard) décernent également des rubans de tir à leurs meilleurs tireurs. Au sein de la Garde nationale du Missouri (Missouri National Guard), les douze meilleurs tireurs sélectionnés pour représenter leur État lors des championnats Winston P. Wilson de tir à la carabine et au pistolet se voient décerner un Governor's Twelve Ribbon (ruban des douze du gouverneur). Les gardes qui obtiennent cette récompense plus d'une fois portent une ou plusieurs grappes d'aubépine de bronze ou d'argent sur le ruban. Une grappe d'aubépine de bronze signale l'attribution d'une deuxième récompense et des suivantes, tandis qu'une grappe d'argent remplace les cinq grappes d'aubépine de bronze,.

## Source
- (en) Cet article est partiellement ou en totalité issu de l’article de Wikipédia en anglais intitulé « Marksmanship Device » (voir la liste des auteurs).